# Mefedron
Mefedron, též 4-methylmethkathinon (4-MMC) nebo 4-methylefedron, systematický název (RS)-2-methylamino-1-(4-methylfenyl)propan-1-on, je syntetická stimulační a entaktogenní droga ze tříd amfetaminů a kathinonů. Podle dostupných informací bývá obsažen v některých stimulačních přípravcích a někdy se prodává smíšen s methylonem. Jedná se o syntetickou látku založenou na kathinonech obsažených ve východoafrické rostlině nazvané kata jedlá. Mefedron může mít formu kapslí, tablet nebo bílého prášku, uživatelé ho mohou polykat, šňupat nebo injikovat.
V roce 2009 se mefedron stal čtvrtou nejpopulárnější pouliční drogou ve Spojeném království, za marihuanou, kokainem a extází.

## Synonyma
Slangově se označuje jako mef, dron, MCAT nebo bubliny. Koncem roku 2009 začaly britské noviny drogu označovat jako meow nebo miaow (česky mňau), tedy názvem, který byl tehdy v ulicích téměř neznámý. Někdy se jméno zdvojuje jako meow meow nebo miaow miaow, tedy česky mňau mňau či mňau-mňau, případně s velkým písmenem na začátku, tedy Mňau-mňau.
Z tohoto také vychází další pouliční názvy jako kočka či mňauko.

## Právní regulace

### Evropská unie
Evropští ministři spravedlnosti schválili (na základě návrhu Evropské komise) na přelomu listopadu a prosince 2010 zákaz mefedronu a dalších látek na území EU. Na základě toho musí členské státy implementovat tento zákaz do svých národních legislativ.

### Česko
V Česku mefedron patří mezi zakázané látky. Do dubna 2011 se však běžně prodával v obchodech, Češi ho nakupovali také z internetových obchodů v zahraničí. V lednu 2011 představili politici návrh změny legislativy pro zákaz mefedronu a dalších dosud nezakázaných látek. Návrh byl schválen a v podobě zákona 106/2011 Sb. vstoupil v účinnost 22. dubna 2011.